# Xanthorhoe curcumata
Xanthorhoe curcumata là một loài bướm đêm trong họ Geometridae.